# Svante Bohm
Svante Bohm, född 1914 i Rättvik, död 19 augusti 2008, var en musiker, fiollärare och kommunal musikledare i Dalarna. År 1967 grundade han Kopparbergs läns landstings Högre Musikskola som senare kom att bli känt som Musikkonservatoriet Falun.
Utöver Musikkonservatoriet Falun grundade han även Dans- och Musikskolan i Falun.